# Безпартійний список
Безпартійний список (нім. Überparteiliche Liste Liechtenstein, ÜLL) — колишня політична партія Ліхтенштейну, заснована у 1980-х роках.
Партія брала участь у парламентських виборах єдиний раз — у 1989 році, отримавши тоді 3,3 % голосів виборців. Проте, партія так і не змогла потрапити до Ландтагу, оскільки виборчий бар'єр на той час становив 8 %. Надалі партія не брала участі у виборах та припинила своє існування у 1999 році.